# Ӂ
Ӂ – litera alfabetu cyrylickiego, stworzona przez radzieckich lingwistów dla zapisu języków, nie stosujących wcześniej cyrylicy. Występuje w ortografii cyrylickiej języków gagauskiego i mołdawskiego. Odpowiada c alfabetu gagauskiego i g (przed i lub e) alfabetu rumuńskiego. W obu przypadkach oznacza dźwięk [ʤ], tj. spółgłoskę zwarto-szczelinową zadziąsłową dźwięczną.

## Kodowanie
| Znak                   | Ӂ                                      | Ӂ                                      | ӂ                                    | ӂ                                    |
| ---------------------- | -------------------------------------- | -------------------------------------- | ------------------------------------ | ------------------------------------ |
| Nazwa w Unikodzie      | CYRILLIC CAPITAL LETTER ZHE WITH BREVE | CYRILLIC CAPITAL LETTER ZHE WITH BREVE | CYRILLIC SMALL LETTER ZHE WITH BREVE | CYRILLIC SMALL LETTER ZHE WITH BREVE |
| Kodowanie              | dziesiątkowo                           | szesnastkowo                           | dziesiątkowo                         | szesnastkowo                         |
| Unicode                | 1217                                   | U+04C1                                 | 1218                                 | U+04C2                               |
| UTF-8                  | 211 129                                | d3 81                                  | 211 130                              | d3 82                                |
| Odwołania znakowe SGML | &#1217;                                | &#x04C1;                               | &#1218;                              | &#x04C2;                             |